# Österreichischer Skulpturenpark

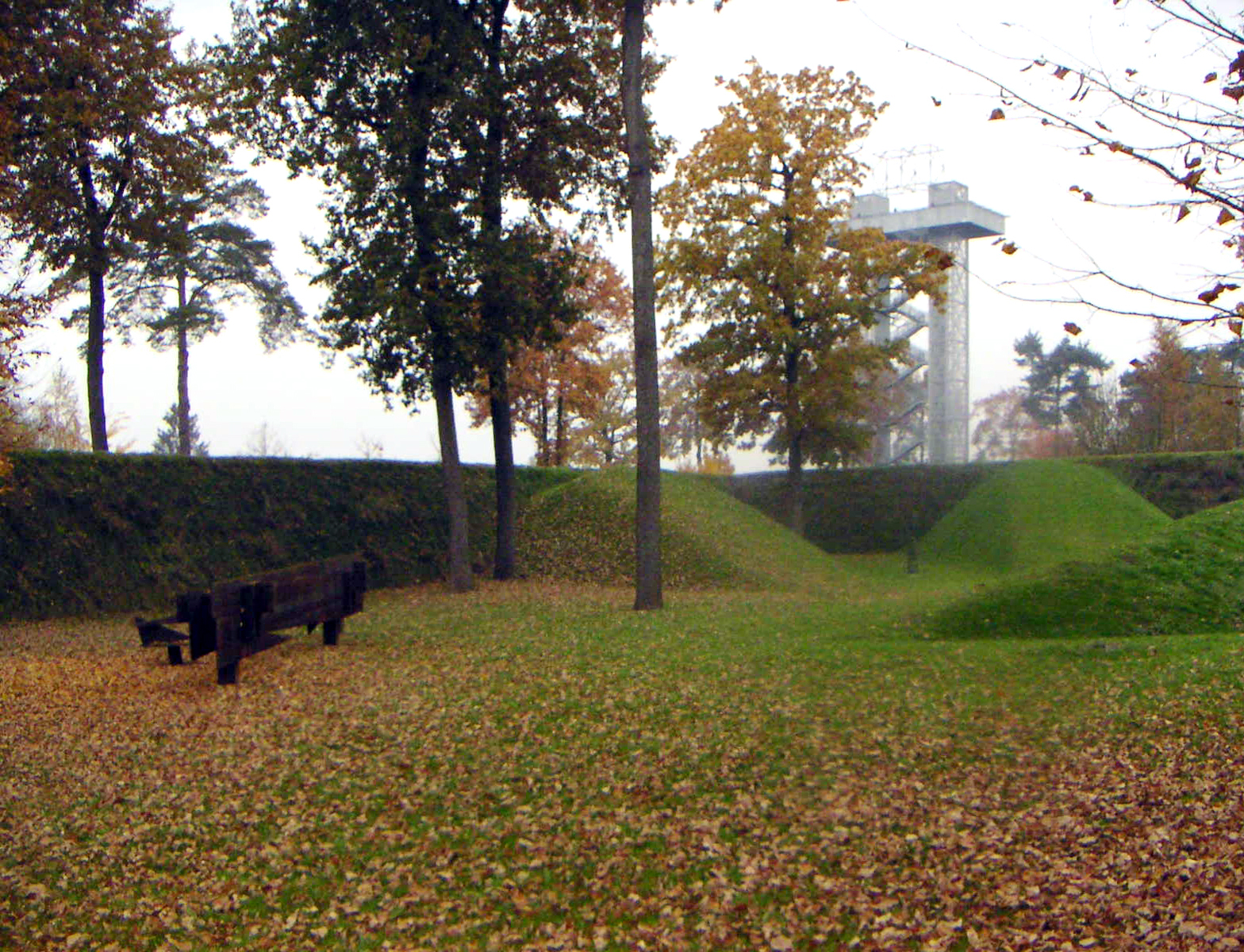
Vy över den västra delen av Österreichischer Skulpturenpark.

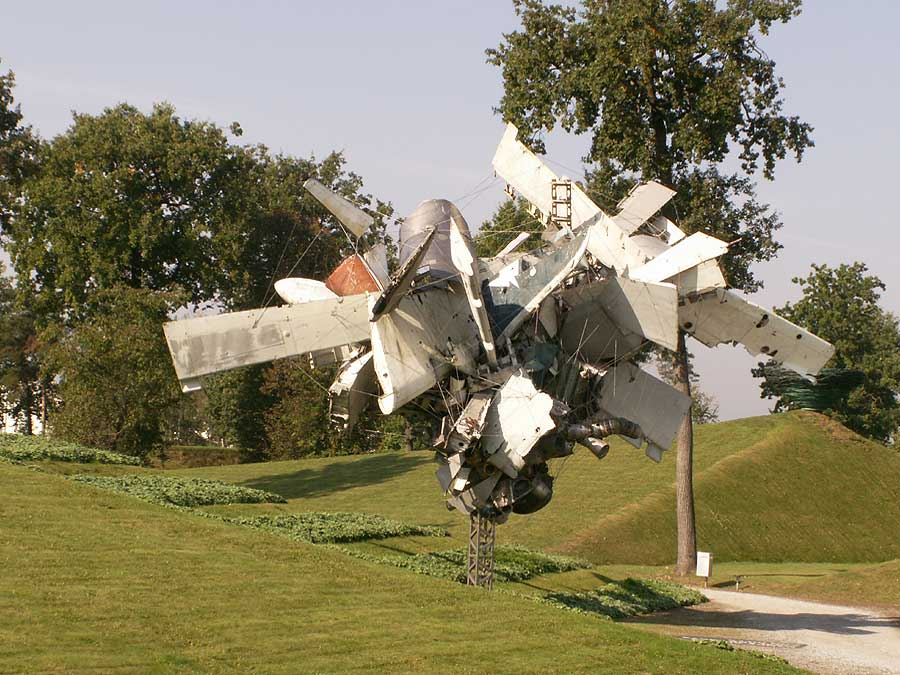
Nancy Rubins Airplane Parts and Hills.

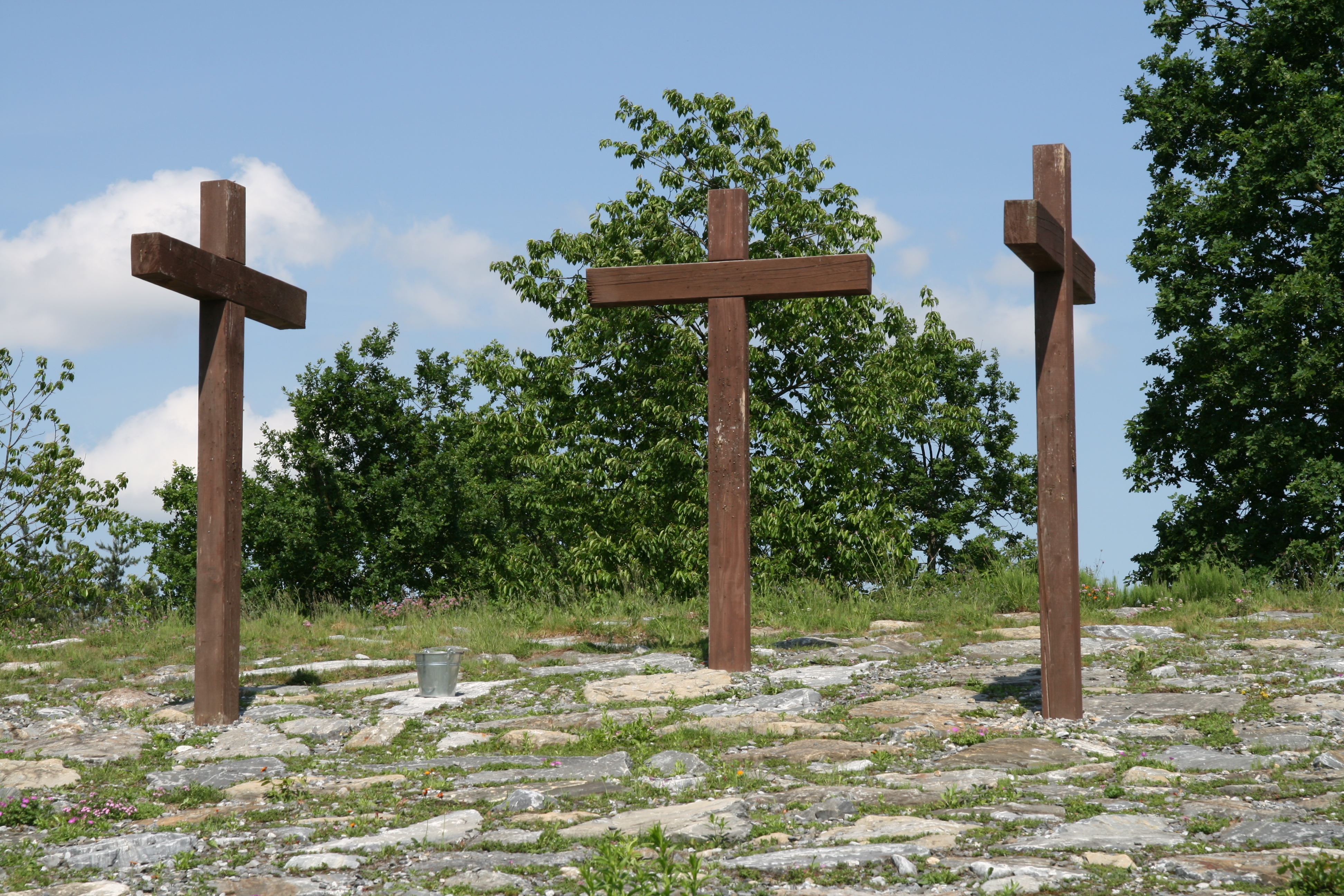
Yoko Onos Painting to Hammer a Nail in.

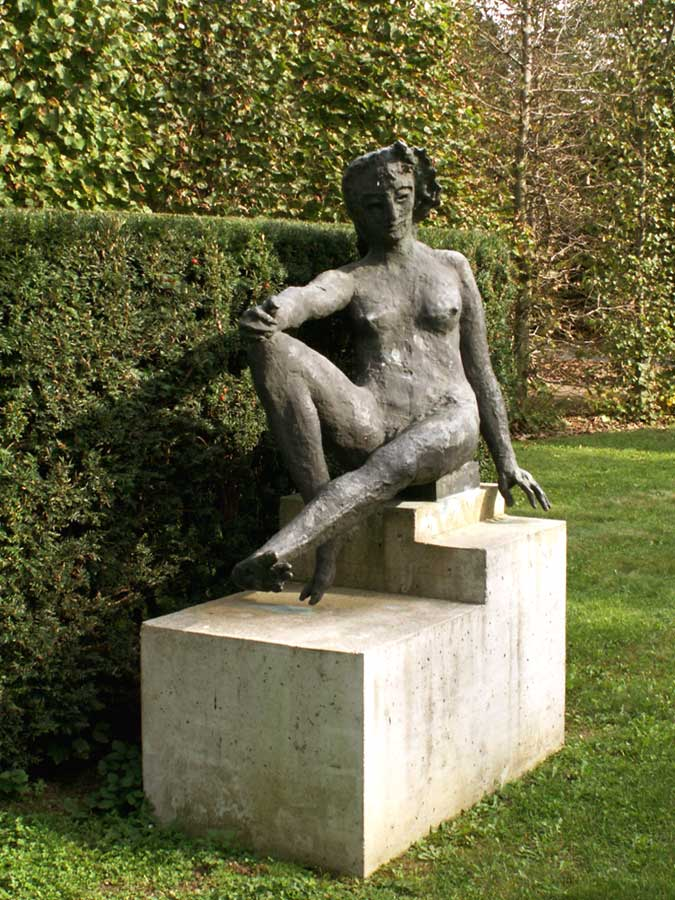
Herbert Boeckls Atlantis.

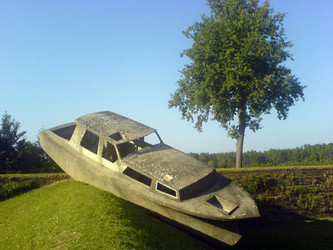
Betonboot av Michael Schuster.

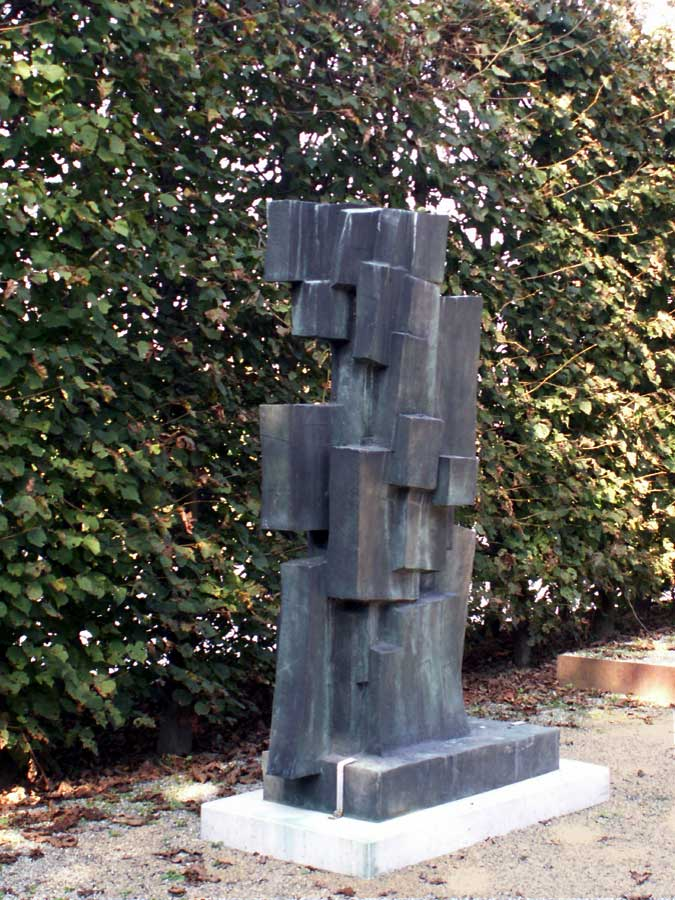
Fritz Wotrubas Grosse Figur.

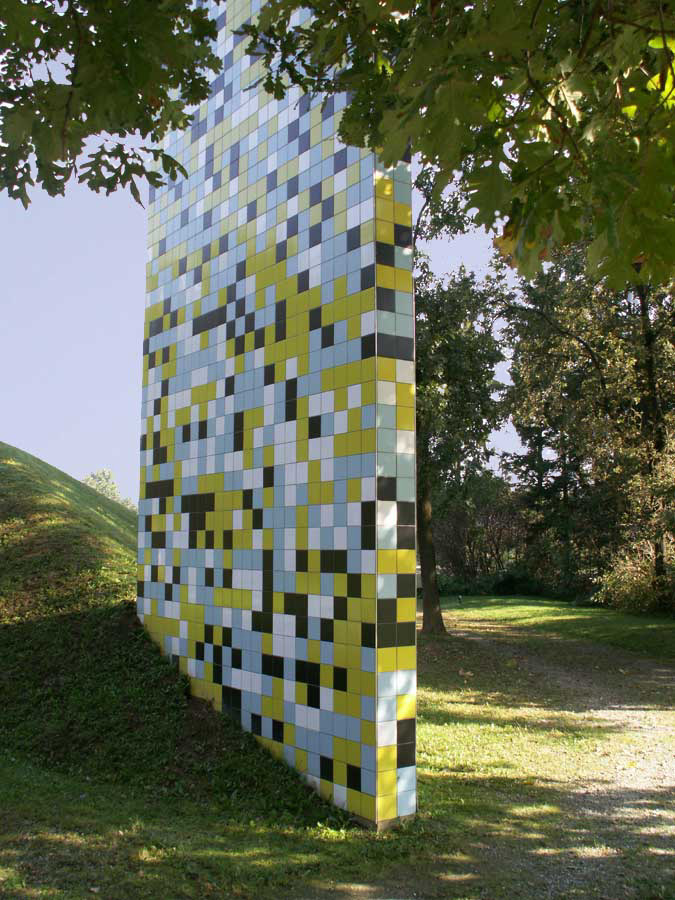
Jörg Schlicks Made in Italy.

Österreichischer Skulpturenpark är en skulpturpark i Unterpremstätten i sydöstra Österrike.
Österreichischer Skulpturenpark ligger sju kilometer söder om Graz och har en samling av ett drygt sextiotal skulpturer av huvudsakligen österrikiska skulptörer på ett sju hektar stort område. Representerade skulptörer är bland andra Fritz Wotruba (1907–1975), Franz West (född 1947), Erwin Wurm (född 1954), Heimo Zobernig (född 1958), Michael Kienzer (född 1962) och amerikanskan Nancy Rubins (född 1952).
Skulpturparken, som öppnades 2003, drevs tidigare av Die Werksammlung Privatstiftung Österreichischer Skulpturenpark, men är sedan 2007 inlemmat i Universalmuseum Joanneum i Graz.
Våren 2008 fick skulpturparken i gåva av Yoko Ono hennes verk Painting to Hammer a Nail in / Cross Version från 2005. År 2009 utökades samlingen med ett verk av Hartmut Skerbisch (född 1945) och år 2010 med verk av Peter Sandbichler (född 1946) och Timm Ulrichs (född 1940).
Parkområdet har gestaltats av den schweiziska landskapsarkitekten Dieter Kienast (1945–1998) med bland annat lotusdammar, labyrinter och en rosenträdgård.

## Verk i urval[1]
- Hans Aeschbacher, Figur II, 1955
- Joannis Avramidis, Figur III, 1963
- Herbert Boeckl, Atlantis, 1940–1944
- Erwin Bohatsch, Wand, 1992
- Tom Carr, Open, 1991
- Manfred Erjautz, The Silent Cell, 1992–1994
- Eva & Adele, Watermusic, 2003–2004
- Richard Fleissner, Körperteil-Hürden, 1994
- Heinz Gappmayr, Noch nicht sichtbar - micht mehr sichtbar, 2003
- Bruno Gironcoli, utan titel, 1995–1996
- Fritz Hartlauer, Senkrechter Auszug aus der Urzelle, 1982–1984
- Karin Hazelwander, Perambulator, 1993
- Jeppe Hein, Did I miss something, 2002
- Oskar Höfinger, Jetzt, 1986
- Sabina Hörtner, utan titel, 1993
- Bryan Hunt, Charioteer, 1982
- Michael Kienzer, utan titel, 1992–1994
- Othmar Krenn, Teilummantelung, 1995
- Hans Kupelwieser, Badezimmer, 1995–2003
- Hans Kupelwieser, Gonflable 6, 2002
- Heinz Leinfellner, Die große Ruhende, 1964–1965
- Christoph Lissy, Figur mit eingeschlossenen Steinstücken, 1988
- Tony Long, Natalexos, 1987
- Marianne Maderna, Zukommender, 1984
- Rudi Molacek, Rose, 1999
- Gerhardt Moswitzer, Skulptur, 1961
- Matt Mullican, utan titel, 2003
- Oswald Oberhuber, Korb, 1989
- Franz Xaver Ölzant, Fu mit dem schönen Mandarin, 1993
- Yoko Ono, Painting to Hammer a Nail In (Cross Version), 2005
- Carmen Perrin, utan titel, 1990
- Franz Pichler, utan titel, 1991/92
- Josef Pillhofer, Hammurabi, 1970
- Tobias Pils, Zog den Helfer unterm Teppich hervor, 2004
- Tobias Pils / Patrick Pulsinger, Leiter, murmelnde Identität, 2005
- Michael Pinter, SUB/DC, 2003
- Boris Podrecca, EU & YOU, Objekt anlässlich der Erweiterung der Europäischen Union 2004, 2004
- Tobias Rehberger, Asoziale Tochter, 2004
- Werner Reiterer, Gesture, 2003–2004
- Nancy Rubins, Airplane Parts & Hills, 2003
- Peter Sandbichler, Tiger Stealth, 2009
- Jörg Schlick, Made in Italy, 2003
- Martin Schnur, utan titel, 1995
- Michael Schuster, Betonboot, 2003
- Hartmut Skerbisch, 3D Fraktal, 2003
- Hartmut Skerbisch, Sphäre 315, 2005
- Susana Solano, Ajuste en el Vacio, 1995–1996
- Christa Sommerer, Phyllologia, 1991
- Ilija Šoškić, Sole d'acciaio, 1989
- Thomas Stimm, Terranian Platform, 2003
- Ingeborg Strobl, utan titel, 1989–1990
- Mario Terzic, Arche aus lebenden Bäumen, 1998/2010–2011
- Gustav Troger, Materialprobe: Sieg über die Sonne, Kunst sich über die Natur lustig zu machen, 2004
- Timm Ulrichs, Tanzende Bäume, 1997
- Giuseppe Uncini, Unità Cellulare, 1967
- Matta Wagnest, Labyrinth, 2005
- Martin Walde, Siamese Shadow, 2003
- Peter Weibel, Die Erdkugel als Koffer, 2004
- Lois Weinberger, Mauer, 1992
- Franz West och Otto Zitko, Who's Who, 1992
- Markus Wilfling, 3m Brett, 2004
- Fritz Wotruba, Grosse Figur, 1966–1967
- Erwin Wurm, Bunker, 1987
- Erwin Wurm, Fat Car, 2000–2001
- Heimo Zobernig, utan titel, 2003